# Amphoe Lamae
Lamae (ละแม) est un district (amphoe) situé dans la province de Chumpon, dans le sud de la Thaïlande.
Le district est divisé en 4 tambon et 44 muban. Il comprenait plus de 27 000 habitants en 2005.